# Staithes
Staithes is een kustdorp in het district Scarborough in North Yorkshire, Engeland.

## Geschiedenis
Staithes werd gesticht als een nederzetting voor de Vikingen en werd een van de grootste vissersplaatsen in Noord-Engeland. Op het hoogtepunt werkten er driehonderd mensen in de visserij. In de achttiende eeuw groeide nabij het dorp James Cook op. Door de komst van de trein groeide Staithes in de late negentiende eeuw uit tot een trekpleister voor schilders en werd het de thuisplaats voor de impressionistische Staithes group.